# اشکل نهو
اشکل نهو (عبری: אשכול נבו‎متولد ۱۹۷۱) یک نویسنده اسرائیلی است که مجموعه ای از داستان‌های کوتاه، سه رمان و یک اثر غیر داستانی نوشته‌است. یکی از رمان‌های او به نام دلتنگ برندهٔ جایزهٔ زرین انجمن ناشران کتاب (۲۰۰۵) وجایزه ریموند والیه را در نمایشگاه کتاب پاریس، (۲۰۰۸) شد.